# Liga Asobal 2015-16
La Liga ASOBAL 2015/16, contó con 16 equipos enfrentados todos contra todos a doble vuelta. La novedad de esta temporada fue el BM Benidorm, que debutó en la máxima categoría del balonmano español. 
El FC Barcelona defendió satisfactoriamente su título, consiguiendo su sexto entorchado consecutivo, después de ganar todos los partidos de liga. El segundo puesto, y la clasificación para la Liga de Campeones de la EHF, fue para el Naturhouse La Rioja. En la zona baja, el BM. Aragón se disolvió, por lo que tuvo que retirarse de la competición.

## Equipos
| Equipo                      | Entrenador                | Ciudad            | Pabellón                                     | Aforo | Marca    | Patrocinador principal   |
| --------------------------- | ------------------------- | ----------------- | -------------------------------------------- | ----- | -------- | ------------------------ |
| FC Barcelona Intersport     | Xavier Pascual Fuertes    | Barcelona         | Palau Blaugrana                              | 7500  | Nike     | Intersport               |
| Naturhouse La Rioja         | Javier "Jota" González    | Logroño           | Palacio de los Deportes                      | 4500  | Mercury  | Naturhouse               |
| Fraikin BM Granollers       | Carlos Viver              | Granollers        | Palau d'Esports de Granollers                | 5685  | Kempa    | Fraikin                  |
| Helvetia Anaitasuna         | Iñaki Pérez Salort        | Pamplona          | Pabellón Anaitasuna                          | 2500  | Salming  | Helvetia Seguros         |
| BM Benidorm                 | Fernando Latorre          | Benidorm          | Palacio de Deportes L'Illa                   | 3500  | Rasán    | Servigroup               |
| Frigoríficos Morrazo Cangas | Víctor García Pillo       | Cangas de Morrazo | Municipal O Gatañal                          | 3000  | Hummel   | Frigoríficos del Morrazo |
| Abanca Ademar de León       | Rafael Guijosa            | León              | Palacio Municipal de Deportes                | 6000  | Rasán    | Abanca                   |
| Fertiberia Puerto Sagunto   | Francisco Martí Lluesma   | Sagunto           | Pabellón Municipal de Internúcleos           | 1500  | Rasán    | Fertiberia               |
| Bada Huesca                 | José Francisco Nolasco    | Huesca            | Palacio Municipal de Huesca                  | 5500  | Rasán    |                          |
| BM Guadalajara              | Cesar Montes              | Guadalajara       | Pabellón David Santamaria                    | 2000  | Rasán    |                          |
| GlobalCaja Ciudad Encantada | Lidio Jiménez Carrascosa  | Cuenca            | Municipal El Sargal                          | 1900  | Elements | GlobalCaja               |
| Sociedad Deportiva Teucro   | Quique Domínguez          | Pontevedra        | Pabellón Municipal de Deportes de Pontevedra | 4000  | -        |                          |
| V. Aranda Autocares Bayo    | Jacobo Cuétara            | Aranda de Duero   | Pabellón Príncipe de Asturias                | 3000  | Hummel   | Autocares Bayo           |
| Ángel Ximénez Puente Genil  | Fernando Barbeito Delgado | Puente Genil      | Pabellón Alcalde Miguel Salas                | 600   | Nike     | Ángel Ximénez            |
| BM Aragón                   | Miguel Ángel Caudepon     | Zaragoza          | Pabellón Siglo XXI                           | 2750  | Hummel   |                          |
| Go Fit Sinfin               | Rodrigo Reñones           | Santander         | Pabellón de La Albericia                     | 4000  | Hummel   | Go Fit                   |

## Clasificación
| Pos. | Equipo                           | PJ | PG | PE | PP | GF   | GC  | Dif. | Pts. |
| ---- | -------------------------------- | -- | -- | -- | -- | ---- | --- | ---- | ---- |
| 1.   | F.C. Barcelona Lassa (C) (LC)    | 28 | 28 | 0  | 0  | 1059 | 704 | +355 | 56   |
| 2.   | Naturhouse La Rioja (LC)         | 28 | 21 | 1  | 6  | 902  | 763 | +139 | 43   |
| 3.   | Abanca Ademar León (CE)          | 28 | 17 | 4  | 7  | 821  | 757 | +64  | 38   |
| 4.   | Fraikin BM Granollers (CE)       | 28 | 17 | 3  | 8  | 863  | 778 | +85  | 37   |
| 5.   | Frigoríficos Morrazo Cangas (CE) | 28 | 12 | 4  | 12 | 764  | 798 | -34  | 28   |
| 6.   | BM. Villa de Aranda              | 28 | 11 | 5  | 12 | 817  | 834 | -17  | 27   |
| 7.   | Helvetia Anaitasuna              | 28 | 11 | 4  | 13 | 768  | 799 | -31  | 26   |
| 8.   | BM. Benidorm                     | 28 | 10 | 4  | 14 | 728  | 796 | -68  | 24   |
| 9.   | Fertiberia Puerto Sagunto        | 28 | 9  | 4  | 15 | 780  | 850 | -70  | 22   |
| 10.  | Bada Huesca                      | 28 | 7  | 8  | 13 | 756  | 790 | -34  | 22   |
| 11.  | Globalcaja Ciudad Encantada      | 28 | 9  | 4  | 15 | 726  | 808 | -82  | 22   |
| 12.  | Quabit Guadalajara               | 28 | 8  | 5  | 15 | 772  | 822 | -50  | 21   |
| 13.  | Go Fit Sinfín                    | 28 | 8  | 3  | 17 | 758  | 840 | -82  | 19   |
| 14.  | Ángel Ximénez - Puente Genil     | 28 | 8  | 3  | 17 | 712  | 808 | -96  | 19   |
| 15.  | SD Teucro, (D)                   | 28 | 5  | 6  | 17 | 811  | 890 | -79  | 16   |
| 16.  | BM. Aragón (X)                   | 0  | 0  | 0  | 0  | 0    | 0   | 0    | 0    |

 Pos. = Posición; PJ = Partidos Jugados; PG = Partidos Ganados; PE = Partidos Empatados; PP = Partidos Perdidos
 GF = Goles Anotados; GC = Goles Recibidos; Dif. = Diferencia de Gol; Pts. = Puntos
 C = Campeón; D = Descendido;X = Disuelto; LC = Liga de Campeones; CE = Copa EHF

## Estadísticas[4]

### Cinco máximos goleadores
| Goles | Jugador         | Equipo                    |
| ----- | --------------- | ------------------------- |
| 199   | Guillermo Corzo | Fertiberia Puerto Sagunto |
| 182   | Javier Muñoz    | BM. Villa de Aranda       |
| 172   | Fabio Chiuffa   | Quabit Guadalajara        |
| 167   | Angel Fernández | Naturhouse La Rioja       |
| 159   | Álvaro Cabanas  | Bada Huesca               |

- Portero con más paradas
  -  Vladimir Cupara, 281 paradas, Abanca Ademar León

- Portero con mejor efectividad
  -  Danjel Saric, 41,39% efectividad, F.C. Barcelona Lassa